# Erdspektroskopie
Dieser Artikel wurde wegen inhaltlicher Mängel auf der Qualitätssicherungsseite des Portals Geowissenschaften eingetragen. Dies geschieht, um die Qualität der Artikel im Themengebiet Geowissenschaften zu steigern. Bitte hilf mit, die Mängel zu beseitigen, oder beteilige dich an der Diskussion. (+)

Begründung: Dieser Artikel enthält zu einem großen Anteil sachlich falsche Aussagen. Weitere Teile sind irreführend. Der Titel ist für die hier gesammelten Themengebiete (globale elasto-gravitative Eigenschwingungen, Gezeitenadmittanz, Geodynamo und Magnetohydrodynamik) nicht geeignet. Ich empfehle, den Artikel zu löschen und die Themen an geeigneter Stelle inhaltlich richtig zu behandeln. Eine Begründung habe ich auf der Diskussionsseite hinterlassen. --Goleser (Diskussion) 16:37, 19. Nov. 2017 (CET)
Die Erdspektroskopie untersucht die Spektren von Schwingungen des Erdkörpers. Es werden sowohl Eigenschwingungen des Erdkörpers nach der Anregung durch ein Erdbeben als auch die durch Tiden und Erdrotation erzwungenen Schwingungen untersucht.
Eigenschwingungen der Erde wurden zu Beginn des 20. Jahrhunderts postuliert. Das physikalische Modell war damals das einer Stahlkugel (Erde), die durch ein Erdbeben angeschlagen wird und dann eine Weile dröhnt. Das ist wie bei einer Glocke, die mit dem Klöppel angeschlagen wird. Der Effekt wurde mit Hilfe von Gravimetern zuerst nach dem starken Erdbeben von Valdivia 1960 nachgewiesen. Eine mögliche Schwingungsform ist die periodische Änderung des Erdradius, die bei sehr starken Erdbeben etwa 1 mm betragen kann. In diesem Schwingungsmodus dauert eine vollständige Schwingung 20,5 Minuten.
Bei den Gezeiten wurde lange postuliert, dass sich der Erdkörper mit den Kontinentalplatten an die Gezeitenkraft irgendwie anpassen müsste, aber dass diese Anpassung nicht perfekt sei, weil es sonst keine Ebbe und Flut in den Ozeanen geben könne. Diese Vermutungen wurden inzwischen durch Messungen der tidenbedingten Bewegung der Erdoberfläche abgelöst (Erdgezeiten), verbunden mit der Erkenntnis, dass es sich bei Ebbe und Flut um komplexe Schwingungsvorgänge mit starken Materialströmungen handelt. Für die erzwungenen Schwingungen des Erdkörpers sind die Rückwirkungen der Gezeiten auf Erde und Mond als Lieferant für Energie und Drehimpuls wichtig: Der Mond entfernt sich pro Jahr um etwa 4 cm von der Erde und bremst die Erdrotation ab, wobei sich die Tage pro Jahr um 20 Mikrosekunden verlängern und sich die Erdachse in ihrer Orientierung ändert.
Die Erdspektroskopie arbeitet mit ähnlichen Werkzeugen und Methoden wie die Seismologie und kann als ein Bereich davon aufgefasst werden. Im Gegensatz zur Seismologie fasst die Erdspektroskopie die Erde als ein System auf, das insgesamt zu Schwingungen fähig ist und nicht „nur“ von seismischen Wellen durchlaufen wird.

## Praxis
Da die Erde ein sehr großes Volumen hat, sind ihre akustischen Eigenschwingungen vergleichsweise langsam, was auch für die erzwungenen Schwingungen gilt (die Tide, zum Beispiel, hat eine Periode von etwa 12 Stunden). Erdspektroskopie ist erst seit dem Einsatz von Breitbandseismometern möglich geworden.

## Theorie
Schwingungen des Erdkörpers, der zum großen Teil aus elektrisch leitenden Fluiden, d. h. Flüssigkeiten besteht und der sich in seinem eigenen Magnetfeld befindet, dem Erdmagnetfeld, sind theoretisch unter der Magnetohydrodynamik einzuordnen. Die dabei auftretenden nichtlinearen partiellen Differentialgleichungen sind nach derzeitigem Kenntnisstand der Mathematik nicht analytisch lösbar, so dass man sich mit akustischen Vereinfachungen oder numerischen Verfahren behilft, um theoretische Aussagen mit den gemessenen Spektren vergleichen zu können.
Solche ungefähren Lösungen (akustische Lösungen, ohne Berücksichtigung des elektromagnetischen Feldes und unabhängig vom radialen Anteil) enthalten Kugelflächenfunktionen, deren Entartung, ähnlich wie bei der Entartung in der Quantenmechanik, unter anderem durch die Rotation der Erde und Abweichungen von der Symmetrie in den Randbedingungen (wie Lage und Form der tektonischen Platten), teilweise aufgehoben wird.